# 漫畫猿飛佐助
《漫畫猿飛佐助》是在東京12頻道（現東京電視台）於每週星期二的19點30分 - 20點00分所播映的KnacK製作的日本電視動畫作品。自1979年10月9日播至次年1980年4月8日為止，全24話。

## 故事
故事的舞台是17世紀初，江戶時代已經開始時期的日本。在關原之戰戰勝而獲得天下的德川家康，現在是支配全國挺身而出的時候，在信濃國的主公真田幸村底下做事的少年忍者・猿飛佐助，與夥伴三好清海入道和霧隱才藏共同站起來。
為了保護主公・幸村，其生命被伊賀忍者軍團的忍者們給盯上而開始戰鬥的佐助他們。到底佐助和清海入道他們、主公，還有能夠保護周圍的人們嗎？

## 登場人物
猿飛佐助（配音員：松岡洋子）
主角。有著猴臉特徵的開朗少年。原本在戶澤白雲齋的門下三年裡，修行著甲賀忍術。當初想使用忍術作為戰爭的幫手而取得功勞，但在看到並了解到關原之戰的戰爭的悲慘狀況後，決定為了無戰爭而使用忍術。由於那正直的心和善良獲得認可，而被授予甲賀忍術的奧義書。幸村在找白雲齋前說動了他，而感受到幸村的善良自願成為幸村的家臣。誦唸著「唵·枳哩枳哩滿馱吽發吒」的咒語（為密宗的曼怛羅所傳承的東西），會使用火遁之術和變身術等強力的忍術。對於可愛的女孩子很沒輒。
真田幸村（配音員：勝田久）
信濃國的上田城的城主。不期盼無意義的流血事情發生的善良人物。在其後與白雲齋認識。在出了上田城後並住到九度山，探查德川方面的動向。
三好清海入道（配音員：西尾德）
幸村的家臣。拿著巨大的鐵棒的怪力男。有著很單純容易被騙的個性。
霧隱才藏（配音員：三橋洋一）
為幸村做事的帥哥少年忍者。在日本各地飛來飛去，收集各式各樣的情報。
戶澤白雲齋
住在戶隱山的山裡的甲賀老忍者。是個和半藏一樣能忍耐的精明幹練的忍者，但很討厭為了把忍術使用私利私欲的方面上的事情，不為誰做事而獨自的生活著。他鍛鍊佐助，並授予他奧義書。
小櫻（配音員：高木早苗）
白雲齋的女兒。與佐助一起共同學習甲賀流忍術。個性剛強，是喜歡花的善良少女。比任何人都擔心佐助的事情，因此經常下山找他。
雪乃姬（配音員：佐佐木由美子）
幸村的女兒。像白百合般的美麗少女。
服部半藏（配音員：飯塚昭三）
為德川家康做事的伊賀忍者的首領。
柳生但馬守
家康的親信。與家康一起共同討論毒辣的作戰，並對半藏下命令。
服部忍（配音員：野崎貴美子）
半藏的妹妹。穿著紫色的忍者服，並使用變裝術等方法迷惑佐助他們。但輸給佐助而被佐助給救了一命，變得愛上佐助了。第12話在半藏與佐助決戰後，離開伊賀，並暗中幫助佐助。
伊賀百人眾
為半藏做事的伊賀忍者們。服部家代代相傳的「伊賀百目箱」之中的一眼被打開的時候就會同時出現。自稱有百人眾，但劇中只有十人登場。
魔龍道人（配音員：飯塚昭三）
從第13話登場。使用傳教士妖術的妖術使者。被但馬守雇用，使用弟子的妖術使者打算殺掉佐助。非常的愛喝酒，因為如此也經常失敗。真面目是西洋的惡魔。在最終話被佐助與小忍使用合體技術把他給打倒。

## 主題歌
- 片頭曲「猿飛參見」(第1話~第24話)
  - 作詞：伊東恒久、作曲：山本正之、編曲：神保正明、歌：水瓶座（聲音是河原龍夫）、（標籤：CBS·索尼）
- 片尾曲「佐助飛翔吧！···」(第1話~第24話)
  - 作詞：伊東恒久、作曲：山本正之、編曲：神保正明、歌：水瓶座（聲音是河原龍夫）、（標籤：CBS·索尼）

## 標題播映表
| 話數 | 日本副標題                   | 中文副標題                  | 播映日         |
| ---- | ---------------------------- | --------------------------- | -------------- |
| 1    | オンキリキリさるとび参上     | 唵枳哩枳哩猿飛參見          | 1979年10月9日  |
| 2    | 忍術合戦・大蛇対大ガマ       | 忍術合戰·大蛇對抗大蟾蜍     | 1979年10月16日 |
| 3    | 清海入道・怒りの百人力       | 清海入道·憤怒的百人力       | 1979年10月23日 |
| 4    | 秘密兵器千人ごろし           | 秘密兵器千人斬              | 1979年10月30日 |
| 5    | くノ一忍法・大グモの術       | 女忍者忍法·大蜘蛛之術       | 1979年11月6日  |
| 6    | 空中戦・空飛ぶ忍者の正体は？ | 空中戰·飛天忍者的真面目是？ | 1979年11月13日 |
| 7    | 蛇の目傘のお化け忍者         | 蛇之目傘的妖怪忍者          | 1979年11月20日 |
| 8    | 女忍者にだまされた佐助       | 被女忍者欺騙的佐助          | 1979年11月27日 |
| 9    | 海の生物を生けどりにしろ     | 既使活捉海的生物            | 1979年12月4日  |
| 10   | 鬼首山の決闘                 | 鬼首山的決鬥                | 1979年12月18日 |
| 11   | たつ巻忍法・空とぶ三兄弟     | 龍捲風忍法·飛天三兄弟       | 電視未播映     |
| 12   | 危うし地獄谷の決戦           | 危牛地獄谷的決戰            | 1980年1月8日   |
| 13   | バテレン妖術ミイラ壷         | 傳教士妖術木乃伊壺          | 1980年1月15日  |
| 14   | 水から生まれた妖術使い       | 由水產生的妖術使者          | 1980年1月22日  |
| 15   | 恐怖の吸血コウモリ           | 恐怖的吸血蝙蝠              | 1980年1月29日  |
| 16   | 魔法の笛でネズミが走る       | 用魔法之笛讓老鼠跑走        | 1980年2月5日   |
| 17   | 草競馬場の妖術使い           | 鄉村賽馬場的妖術使者        | 1980年2月12日  |
| 18   | 恐るべし・人をのみこむ大鏡   | 好恐怖·吃人的大鏡子         | 1980年2月19日  |
| 19   | 写し絵の術 あっ、佐助が二人  | 剪影之術 啊！兩個佐助       | 1980年2月26日  |
| 20   | 軽わざ一座のピエロは悪魔     | 馬劇團的小丑是惡魔          | 1980年3月4日   |
| 21   | 見えない敵 カスミ忍者現る    | 看不見的敵人 小霞忍者現身   | 1980年3月11日  |
| 22   | 美女と巨人の二人妖術         | 美女與巨人的兩人妖術        | 1980年4月1日   |
| 23   | 清海・ああ涙の故郷           | 清海·啊啊流淚的故鄉         | 電視未播映     |
| 24   | さらば佐助・またの日を       | 再見了！佐助·後會有期       | 1980年4月8日   |

## 外部連結
- （日語）漫畫猿飛佐助 （页面存档备份，存于）